# Гуэррьери, Лоренца
Лоренца Гуэррьери (итал. Lorenza Guerrieri; род. 18 апреля 1944, Рим, Италия) — итальянская актриса, телеведущая, фотомодель.

## Биография
Лоренца Гуэррьери родилась в Риме и дебютировала в кино в середине 60-х в фильме «Шестнадцатилетние», а позже снималась в кино любого жанра, в основном во второстепенных ролях. Она стала популярной начиная с телесериала «Михаил Строгов» (1975), в котором она сыграла роль Нади Федоровой; с тех пор она сосредоточила свою карьеру на телевидении.
Появилась на обложке первого выпуска итальянского эротического журнала Playmen в июне 1967 года.

## Фильмография
- 1965 — Шестнадцатилетние / Le sedicenni
- 1967 — Убей и помолись / Requiescant — Марта
- 1968 — Голая... если мёртвая / Nude... si muore — Венди
- 1968 — Всё или ничего / O tutto o niente — Мюриэль
- 1968 — Сексуальная революция / La rivoluzione sessuale — Рита
- 1969 — Смеющаяся женщина / Femina ridens — Джида
- 1970 — Розолино Патерно: Солдат / Rosolino Paternò, soldato... — Винченцина Пульизи
- 1970 — Открытое письмо в вечернюю газету / Lettera aperta a un giornale della sera — Лоренца
- 1972 — Старая дева / La tardona — Пунайса
- 1973 — Секс-колдунья / Il sesso della strega — Люси
- 1975 — Франкенштейн по-итальянски / Frankenstein all'italiana — Алиса
- 1975 — Михаил Строгов / Michele Strogoff — Надя Фёдорова
- 1976 — Паганини / Paganini — Антония Бьянки
- 1980 — Хозяйка гостиницы / La locandiera — Ортензия
- 1990 — Челлини. Преступная жизнь / Una vita scellerata — Фаустина
- 1998 — Маршал Рокка / Il maresciallo Rocca — Карла Карретти
- 2001—2002 — Страсти по-итальянски / Incantesimo — Россана Гуидичи
- 2017 — Убийство в итальянском стиле / Omicidio all'italiana — графиня Угальда Мартирио-ин-Каццати